# Langues morehead-maro
Pour les articles homonymes, voir Morehead, Maro et Yam (homonymie).
Les langues morehead-maro (ou langues yam) sont une des familles de langues de l'ensemble que forment les langues papoues.

## Distribution géographique
Les langues morehead-maro sont parlées dans le district de Morehead de la Province ouest de Papouasie-Nouvelle-Guinée ainsi que dans le district de Merauke, dans la partie indonésienne de la Nouvelle-Guinée.

## Classification externe
Nicholas Evans (2014) estime que la typologie des langues morehead-maro diffère fortement des familles de langues voisines et ne permet pas de les classer dans un ensemble phylogénétique avec d'autres familles de langues papoues.

## Classification interne
Les langues morehead-maro se répartissent en trois groupes :
- groupe kanum
  - sous-groupe ngkrn-ngkantr 
    - ngkantr 
      - kanum bädi
      - kanum ngkâlmpw

    - kanum sota

  - kanum smärky
- groupe morehead-maro 
  - sous-groupe nambu 
    - nama
    - namat
    - nambo
    - namo
    - neme
    - nen

  - groupe tonda 
    - arammba
    - blafe
    - guntai
    - rema
    - wara-kancha 
      - kunja
      - wara

  - yei